# Michael D. Reeve
Michael David Reeve FBA (* 11. Januar 1943) ist emeritierter Professor of Classics und Fellow des Pembroke College, Cambridge.

## Leben
Nach Abschluss seines Studiums in Oxford war Reeve von 1964 bis 1965 als Scholar am Merton College, Oxford, tätig, im folgenden akademischen Jahr als Woodhouse Research Fellow am dortigen St John’s College und Gasthörer an der Freien Universität Berlin, von 1966 bis 1984 Fellow und Lecturer in Classics am Exeter College und zugleich University lecturer in classics, von 1984 bis zu seiner Emeritierung 2006 Kennedy Professor of Latin an der Universität Cambridge und Fellow des dortigen Pembroke College, dem er weiterhin angehört. Darüber hinaus hatte Reeve Gastprofessuren an der Universität Hamburg (1976), an der McMaster University (1979) und der Universität Toronto (1982–83) inne.
Reeve war von 1981 bis 1986 einer der Herausgeber der führenden britischen Fachzeitschrift The Classical Quarterly und von 1984 bis 2007 der Cambridge Classical Studies. Die Herausgabe der Cambridge Classical Texts and Commentaries (seit 1984) leitet er weiterhin. Von 1992 bis 1997 gab er auch die Pembroke College Gazette heraus. Außerdem gehört er den wissenschaftlichen Beiräten zweier weiterer Fachzeitschriften an, seit 1992 der Materiali e discussioni per l’analisi dei testi classici, seit 1994 der Revue d'Histoire des Textes.
Reeve ist ferner seit 2008 Mitglied des Advisory Council des Warburg Institute sowie seit 1990 korrespondierendes Mitglied der Akademie der Wissenschaften zu Göttingen, seit 1993 ausländisches Mitglied des Istituto Lombardo in Mailand und seit 1984 der British Academy.

## Arbeitsschwerpunkte
Reeve beschäftigt sich mit der antiken griechischen und lateinischen Literatur hauptsächlich unter dem Gesichtspunkt der Textüberlieferung, Paläographie, Handschriftenkunde und Textkritik und gilt auf diesen Gebieten als führender Experte. Besonders interessiert ihn dabei die Geschichte und Logik genealogischer Klassifikation, auch im Vergleich verschiedener Gebiete (Handschriften, Sprachen, Arten, Volksmärchen und -erzählungen). Nach der Edition eines mittellateinischen Textes von Geoffrey of Monmouth arbeitet Reeve gegenwärtig an der Überlieferung der Naturgeschichte des Älteren Plinius.

## Veröffentlichungen (Auswahl)
Editiones criticae
- Longus: Daphnis et Chloe (= Bibliotheca scriptorum Graecorum et Romanorum Teubneriana.). Teubner, Leipzig 1982.
- Marcus Tullius Cicero: Oratio pro P. Quinctio (= M. Tulli Ciceronis scripta quae manserunt omnia. fasc. 7 = Bibliotheca scriptorum Graecorum et Romanorum Teubneriana.). Teubner, Stuttgart u. a. 1992.
- Vegetius: Epitoma rei militaris (= Scriptorum classicorum bibliotheca Oxoniensis.). Clarendon Press, Oxford 2004, ISBN 0-19-926464-3.
- Geoffrey of Monmouth: The history of the kings of Britain (= Arthurian studies. 69). An edition and translation of De gestis Britonum (Historia regum Britanniae). Edit by Michael D. Reeve, translated by Neil Wright. Boydell Press, Woodbridge 2007, ISBN 978-1-84383-206-5.

Herausgeberschaften
- mit Oronzo Pecere: Formative stages of classical traditions. Latin texts from antiquity to the Renaissance. Proceedings of a conference held at Erice, 16–22 October 1993, as the 6th Course of International School for the Study of Written Records (= Biblioteca del „Centro per il Collegamento degli Studi Medievali e Umanistici in Umbria“. 15). Centro Italiano di Studi sull'Alto Medioevo, Spoleto 1995, ISBN 88-7988-449-2.

Artikel
- mit Colin Austin: Notes on Sophocles, Ovid and Euripides. In: Maia. Nouva Serie, Band 22, 1970, ISSN 0025-0538, S. 3–18.
- Notes on Ovid’s Heroides. In: The Classical Quarterly. Band 67 = New Series, Band 23, Nr. 2, 1973, S. 324–338, doi:10.1017/S0009838800036843.
- Rezension: Ovid’s Heroides. Heinrich Dörrie: P. Ovidii Nasonis Epistulae Heroidum. Pp. 336. Berlin: de Gruyter, 1971. Cloth, DM.120. In: The Classical Quarterly. Band 68 = New Series, Band 24, Nr. 1, 1974, S. 57–64, doi:10.1017/S0009840X00241760.
- Heinsius’s Manuscripts of Ovid. In: Rheinisches Museum für Philologie. Band 117, Nr. 1/2, 1974, S. 133–166, JSTOR:41244772.
- Heinsius’s Manuscripts of Ovid: A Supplement. In: Rheinisches Museum für Philologie. Band 119, Nr. 1, 1976, S. 65–78, JSTOR:41244839.
- The ‘Vetus Carnotensis’ of Livy unmasked. In: James Diggle, John B. Hall, Henry D. Jocelyn (Hrsg.): Studies in Latin literature and its tradition. In honour of C. O. Brink (= Proceedings of the Cambridge Philological Society. Supplementary Volume. 15). The Cambridge Philological Society, Cambridge 1989, ISBN 0-906014-14-X, S. 97–112.
- The Transmission of the Historia Regum Britanniae. In: The Journal of Medieval Latin. Band 1, 1991, ISSN 0778-9750, S. 73–117, doi:10.1484/J.JML.2.303955.
- Boethius, Cassiodorus, and Vegetius. In: Andreas Bihrer, Elisabeth Stein (Hrsg.): Nova de veteribus. Mittel- und neulateinische Studien für Paul Gerhard Schmidt. Saur, München u. a. 2004, ISBN 3-598-73015-2, S. 176–179.
- Reconstructing Archetypes: A New Proposal and an Old Fallacy. In: Patrick J. Finglass, Christopher Collard, Nicholas J. Richardson (Hrsg.): Hesperos. Studies in ancient Greek poetry presented to M. L. West on his seventieth birthday. Oxford University Press, Oxford u. a. 2007, ISBN 978-0-19-928568-6, S. 326–340.
- The re-emergence of ancient novels in Western Europe, 1300–1810. In: Tim Whitmarsh (Hrsg.): The Cambridge companion to the Greek and Roman novel. Cambridge University Press, Cambridge u. a. 2008, ISBN 978-0-521-86590-6, S. 282–298, doi:10.1017/CCOL9780521865906.017.
- Excerpts from Pliny’s Natural History. In: Paulo Farmhouse Alberto, David Paniagua (Hrsg.): Ways of approaching Knowledge in late Antiquity and the Early Middle Ages. Schools and scholarship (= Studia classica et mediaevalia. 8). Traugott Bautz, Nordhausen 2012, ISBN 978-3-88309-788-6, S. 245–263.